# Hukove, Șostka
Hukove (în ucraineană Гукове) este un sat în comuna Hamaliivka din raionul Șostka, regiunea Sumî, Ucraina.

## Demografie
Componența lingvistică a localității Hukove
     Ucraineană (98,08%)
     Rusă (1,92%)
Conform recensământului din 2001, majoritatea populației localității Hukove era vorbitoare de ucraineană (98,08%), existând în minoritate și vorbitori de rusă (1,92%).